# Serguéi Lavrenenko
Serguéi Lavrenenko –en ruso, Сергей Лаврененко– (Saran, 15 de mayo de 1972) es un deportista kazajo que compitió en ciclismo en la modalidad de pista. Ganó una medalla de bronce en el Campeonato Mundial de Ciclismo en Pista de 1995, en la carrera por puntos.

## Medallero internacional
| Campeonato Mundial | Campeonato Mundial | Campeonato Mundial | Campeonato Mundial |
| Año                | Lugar              | Medalla            | Competición        |
| ------------------ | ------------------ | ------------------ | ------------------ |
| 1995               | Bogotá (Colombia)  | Medalla de bronce  | Puntuación         |